# Карабин
Карабин, од француске речи carabine (изговара се /ˈkɑrbiːn/ или /ˈkɑrbaɪn/) је ватрено оружје налик на пушку или мускету које је изворно спадало у наоружање коњице током XIX и почетком XX века. Пешадија тог доба је била наоружана дужим оружјем веће снаге, док је коњица имала краће и лакше оружје, прилагођено борби на коњу.
Многи карабини, посебно модерних конструкција, су развијени од пушака и у суштини представљају њихове скраћене верзије. Испаљују исту муницију, мада често са мањом почетном брзином услед мање дужине цеви. У многим случајевима карабини и пушке у наоружању појединих земаља нису били сродни у техничком смислу; рецимо користили су другачију муницију и били су другачије конструкције (премда су карабини и даље били слабије конструкције или мање величине). У различитим временским раздобљима пушке су биле чешће од карабина, а важи и обрнуто.
Ређе се сусрећу карабини који испаљују пиштољску муницију, осмишљени као спој брзине паљбе револвера или полуаутоматског пиштоља и прецизности дужег оружја са пушчаном цеви и кундаком. Оваква оружја се у принципу користе као прецизнија алтернатива традиционалном пиштољу, и дан данас их користе поједини полицијски тимови и цивилни спортски стрелци.
Мања дужина и маса чине карабин лакшим за руковање у блиским борбама, као што су градски или сукоби у џунгли, или приликом дејства из возила. Карабини имају знатно већу пробојну моћ од аутомата, јер испаљују стандардну пушчану муницију. Недостатак карабина у поређењу са њиховим дужим верзијама је мања прецизност на већим даљинама и мањи ефикасни домет, док су истовремено већих димензија од аутомата, па су незгоднији за руковање у скученим просторима.
Карабинима се обично наоружава специјализовано особље (нпр. припадници специјалних, моторизованих, интендантских и других јединица које не припадају класичној пешадији) код кога би пушка нормалне величине представљала сметњу.

## Историја

### Рана историја: пре 1900.
Карабин је изворно био лакше, краће оружје, развијено за коњицу. Карабини су били довољно кратки да би могли да се пуне и испаљују са коња, али се то радило веома ретко, јер коњ у покрету представља веома нестабилну основу, а када се заустави, војнику је много лакше да напуни оружје и да гађа ако сјаше, чиме истовремено постаје и ситнија мета.
Главна предност карабина је лако ношење. Коњичке јединице су у стању да удобно носе мускете пуне дужине под условом да се ради само о кретању из тачке А у тачку Б (пракса изворних драгуна, а касније и пешадије са коњима); коњичка јединица, са друге стране, је морала да има покретљивост и да се суочава са непријатељском коњицом у јуришима са исуканим сабљама, па је ношење било каквог дугачког предмета престављало опасан терет. Карабин у већини случајева није био дужи од сабље у корицама, а оба оружја су ношена тако да врховима не сметају лактовима јахача, а да при томе доњим деловима не сметају коњским ногама.
Поједини извори наводе да је оружје добило име по својим првим корисницима, коњичким јединицама названим "карабињери“, од старофранцуске речи carabin (војник наоружан мускетом), која вероватно потиче од речи escarrabin, копач гробова, чије је могуће порекло реч scarabee, односно скарабеј, или балегар.
Карабини су обично били мање прецизни и имали су мању снагу од дужих мускета (а касније пушака) које је користила пешадија услед краће нишанске линије и мање почетне брзине зрна испаљеног из краће цеви. Са проналаском брзогорећег (малодимног) барута, мања почетна брзина из краће цеви престаје да буде толики недостатак. Са временом, коњица као род војске нестаје, али се карабини задржавају код јединица код којих лакше и компактније оружје представља предност, па чак и на уштрб прецизности на већим даљинама и снаге.
Током XIX века, карабини су често развијани независно од пешадијских пушака, и у многим случајевима нису користили ни исту муницију, што је отежавало снабдевање. Изузетан искорак у развоју ове врсте оружја остварен је крајем Америчког грађанског рата карабином Спенсер. Ово оружје је међу првима користило сједињени метак са ивичним паљењем и поседовало је магацин са опругом, смештен у кундаку, који је примао седам метака. Метак је убациван у цев помоћу закривљене полуге која је истовремено служила као браник обараче, слично каснијим пушкама система „Хенри“ и „Винчестер“. Ударач се налазио са спољне стране оружја, у стилу дотадашњих перкусионих пушака, и његово запињање се обављало ручно, независно од убацивања метка у цев.
Крајем XIX века је у многим земљама постало уобичајено да се пушке са обртно-чепним затварачима (система Маузер, на пример) производе у пуној величини и верзији карабина. Један од најпопуларнијих и најпрепознатљивијих карабина је била Винчестерова репетирка, која је произвођена у неколико верзија које су користиле револверску муницију. Ово је чинило идеалан избор за каубоје и истраживаче Америке, јер су могли да носе револвер и карабин који користе исту муницију.

### Краће пушке, краћи карабини: Први и Други светски рат
У деценијама након Првог светског рата, стандардне пешадијске пушке које су користиле војске широм света постале су краће, било скраћивањем постојећих конструкција, било наоружавањем јединица карабинима, уместо дугим пушкама.
На пример, цев руске пушке Мосин-Наган модел 1891/30 је скраћена са 800mmm на 730mm 1930, а затим на 510mm 1938; цев немачке пушке Маузер 98 је скраћена са 740mm, колико је имала 1898. на 600mm 1935. и модел је означен као „кратки карабин“  - (K98k или Kar98k). Дужина цеви пушака које су користиле САД се није мењала. Репетирка М1903 Спрингфилд из Првог светског рата и пушка M1 Гаранд имају идентичну дужину цеви од 610mm, али треба имати у виду да је цев пушке M1903 сматрана за кратку у време настанка.
Амерички Карабин M1 је представљао пример традиционалног карабина јер је био значајно краћи и лакши од пушке M1 Гаранд са дужином цеви од 457,2mm. Карабин M1 није настао као скраћивањем пушке M1 Гаранд, како је то било уобичајено у 19. веку, већ је представљао потпуно нову конструкцију, која је користила мању и слабију муницију.
Уједињено Краљевство је развило „Карабин за џунглу“, верзију стандардне пешадијске пушке Ли-Енфилд. Пушку је одликовала краћа цев, скривач пламена, и модификације осмишљене да смање масу оружја. У званичној номенклатури се води као Пушка Бр. 5 Модел 1 енгл. Rifle, No. 5 Mk I. Уведена је у наоружање крајем Другог светског рата, али није ушла у ширу употребу све до Корејског рата. Кориштена је и током Устанка Мау Мау и Малајске кризе.
За потребе Јуришних одреда војске Краљевине Југославије у Војно техничком заводу у Крагујевцу на основу пушке М1924, произвођене по лиценци Фабрик Насионал фр. Fabrique Nationale de Herstal из Белгије конструисан је карабин М1924ЧК. Ознака ЧК је скраћеница за „четнички карабин“, јер је првобитно било предвиђено да се „Јуришни одреди“ зову „Четнички одреди“. Пушка је скраћена по угледу на већ постојећу „соколску пушку“, намењену обуци омладине у гађању. Ручица затварача је савијена надоле ради лакшег руковања, дужина цеви је скраћена на 415mm, а цела пушка на 955mm. У борбеном комплету је и борбени нож са двостраним сечивом који служи као бајонет. Оружје је произвођено од априла 1940. до априла 1941. и тачан број произведених комада се на зна. Немци су заробљене примерке увели у наоружање и означили шифром G289(j) или именом  , односно „Југословенска комитска пушка 7,9 mm.

### После Другог светског рата
Краће оружје је било прикладније за вожњу камионом, оклопним транспортером, хеликоптером или авионом, као и у блиским борбама. На основу борбених искустава у Другом светском рату, критеријуми за избор оружја су почели да се мењају. За разлику од претходног Првог светског рата, у коме су се борбе водиле углавном са фиксних линија и из ровова, Други светски рат је био сукоб високе покретљивости, који се често водио у градовима, шумама, и другим подручјима у којима је покретљивост и видљивост била ограничена. Поред тога, развој артиљерије је учинио да дејства пешадије на отвореним просторима постану још мање практична него што су била до тада.
Највећи број контаката са непријатељем остварен је на даљинама мањим од 300 метара, а непријатељ је био изложен ватри само током краћег временског периода приликом кретања од заклона до заклона. Највећи број хитаца није био усмерен директно ка непријатељским борцима, већ у њиховом приближном правцу, како би их спречио да се крећу и узвраћају ватру. Овај начин дејствовања се назива запречна ватра. Овакве ситуације нису захтевале пушку пуних димензија, која испаљује стандардну пушчану муницију прецизну на веће даљине. Оружје мање снаге је у стварним борбеним ситуацијама и даље у стању да нанесе губитке непријатељу, док његов смањени трзај омогућава да се већи број хитаца испали за кратко време током кога је непријатељ видљив.
Муниција мање снаге је такође и мање масе, што омогућава војнику да је носи више са собом. Док је у Другом светском рату борбени комплет стрелца са пушком био неколико десетина метака, борбени комплет војника са јуришном пушком АК-47 је 150 метака. Како се у том случају пуца муницијом мање снаге, нема потребе за оружјем дуге цеви, па је могућа употреба краће. Краћа цев, опет, смањује масу оружја и омогућава лакше руковањима у мањим просторима, као и брже подизање у згиб рамена и брже гађање, што често представља ефекат изненађења. Рафална паљба се такође сматра за пожељну одлику, јер омогућава војнику да гађа кратким рафалима од три до пет метака, што повећава вероватноћу поготка покретне мете.
Немци су почетком Другог светског рата почели са испитивањима карабина са аутоматском паљбом, који су испаљивали стандардну пушчану муницију. Испитивања су показала да је ова варијанта далеко од идеалне, јер се испоставило да није могуће контролисати трзај класичне пушчане муниције при рафалној паљби. Због тога је развијен такозвани средњи пушчани метак. Ово је постигнуто смањењем дужине, а тиме и снаге стандардног „маузеровог“ пушчаног метка 7,92 × 57. Нови метак је означен као 7,92 × 33  , односно кратки. Око овог метка је развијен аутоматски карабин, означен као МП43 или Машински пиштољ, модел 43  . Након ситних изменама, оружје је преименовано у МП44, да би коначно било названо СтГ44, што је скраћено за  , или у преводу „Јуришна пушка 44. Овај назив је дао Хитлер лично када се на демонстрацији овог оружја уверио у његову ватрену моћ..
Након Другог светског рата, у СССР-у је око метка М43 7,62 × 39 mm који су 1943. развили Јелисаров и Семин, конструисана аутоматска пушка АК-47 рус. Автомат Калашникова образца 1947 года, која је постала пешадијско оружје Црвене армије и за мање од једне деценије заменила скоро сво остало пешадијско наоружање. Ова изузетно робустна и успешна конструкција је концепцијски заснована на СтГ44, али не користи систем са одложеним одбрављењем са плутајућом комором, већ много једноставнију и поузданију конструкцију са обртним телом затварача Михаила Калашњикова. Механизам за окидање је развијен по угледу на М1 Гаранд и М1 карабин, а сигурносни по угледу на конструкцију Џона Браунинга са Ремингтонове пушке Модел 8. Оригинални АК47 се сматра првом правом јуришном пушком, или јуришним карабином, како се назива у појединој литератури.
САД су током Другог светског рата у наоружању имале и карабин М2, аутоматску верзију карабина М1, у калибру 7,62 × 33 mm, али је полуатоматска верзија М1 произвођена у десет пута већим количинама од М2.
Иако земље НАТО-а нису усвајале средњу пушчану муницију, наставиле су са тенденцијом развоја краћих и лакших пушака које се пуне оквиром. Земље НАТО су усвојиле метак 7,62 × 51 NATO, који се у балистичком смислу веома мало разликује од метака .308 Винчестер и .303 Бритиш, као и неколико пушака као што су ФН ФАЛ и M-14. У Великој Британији је у Краљевској фабрици малог оружја енгл. Royal Small Arms Factory развијен пројекат ЕМ-2 или Пушке Бр. 9 Модел 1 енгл.  булпап карабина који је користио веома ефикасну експерименталну средњу пушчану муницију .280 бритиш, која се у литератури среће и као 7 mm НАТО, .280/30 или 7 × 43 mm. ЕМ-2 је на уведен у наоружање британских и канадских јединица током 1951, али је веома брзо и избачен на захтев Американаца који су сматрали да је метак 7 × 43 mm недовољне снаге за употребу у митраљезима и пушкама.
До почетка шездесетих година XX века САД су усвојиле метак 5,56×45. Његово зрно је лакше и мање од совјетског метка М43 за АК-47, али има већу почетну брзину. У оружаним снагама САД, јуришни карабин М-16, уведен у наоружање 1963, до 1969. је заменио пушку M-14 као стандардно пешадијско оружје. Карабин М-16, иако веома прецизан, добро уравнотежен и лаган - у првој верзији тежак само 2.800 грама - у вијетнамским џунглама се показао као изузетно осетљиво и непоуздано оружје. Ипак, ова пушка је револуционарна јер су у њеној конструкцији примењени у то време потпуно нови материјали: алуминијум, полимери и стаклена влакна, који се дотле нису користили за израду главних делова оружја.
Тренд супербрзе муниције малог калибра је настављен 1974. када је у СССР-у усвојен нови средњи пушчани метак 5Н7, калибра 5,45 × 39 mm. Постојећа пушка АК-47 је прилагођена новом метку, а модел је назван АК-74, или рус. Автомат Калашникова образца 1974 года. У односу на АК-47, АК74 одликују: побољшана ергономија кундака, мања маса од само 3.300 грама, знатно већа почетна брзина зрна од 900 метара у секунди, већа прецизност, мањи трзај и боља контрола при рафалној паљби. Радни век је знатно повећан тврдим хромирањем цеви, а пушка је добила и нови компензатор одскочног угла, који је истовремено и скривач пламена. При свему томе, задржана је поузданост и једноставност оригиналног Калашњикова.
Масовно увођење у наоружање карабина, оружја мањег домета и мање прецизности, довело је до потребе за прецизним оружјем са стандардном пушчаном муницијом, или водном снајперском пушком.
Концепт је преузет из совјетске војне доктрине. За разлику од правог снајпера, врхунског стрелца наоружаног пушком високе прецизности и обученог у посебним тактикама, водни снајпер пружа подршку пешадијској јединици дејствима против циљева до 1.000 метара. Водна снајперска пушка се у англосаксонској литератури назива још и енгл. designated marksman rifle. Ово су углавном полуаутоматске снајперске пушке јефтиније израде и мање прецизности од правих снајперских пушака, којима се, у зависности од формације, обично наоружава по један војник из сваког стрељачког одељења. Примери водног снајпера су амерички М-21 - прецизнија верзија пушке М-14, руска СВД рус. Снайперская винтовка Драгунова, а код нас Застава М76.

## Модерни развој
Данашње карабине одликују још мање масе и дужине од ранијих модела, масовније увођење булпап концепције, оптичких нишана, модуларних измењивих делова, као и употреба вештачких и композитних материјала. Булпап конфигурација омогућава да оружје задржи пуну дужину цеви, а да при томе остане кратко и спретно за руковање. Код многих модела војник према потреби може додатно скратити оружје заменом дуже цеви за краћу, а у свету последњих година влада тренд модуларних мултикалибарских пушака, које брзом заменом цеви и затварача омогућавају коришћење више калибара и врста муниције. Класичан пример пушке модуларне конструкције која омогућава брзу измену цеви је аустријски Штајер АУГ  . Ово изузетно успешно оружје брише границу између пушке и карабина, јер се за изузетно кратко време према потреби претвара у једно или друго. Други актуелни тренд је да се око истог концепта развија читава породица оружја: јуришна пушка нормалне величине, карабин и оружје за подршку - нека врста пушкомитраљеза, продужене цеви са ножицама - али која користи средњи, уместо класичног пушчаног метка.
У САД је настављен развој оружја заснованих на оригиналној Стонеровој конструкцији са краја педесетих. Од 1997, основно оружје пешадије Армије САД је М-4, карабинска верзија модела М16А2. Модели М-4 и М16А2 деле око 80% заједничких делова. Након вишедеценијског развоја ова пушка је претрпела значајне измене и претворена је у доста поузданије оружје, мада се 1997. на тестовима у пустињским условима показала као знатно инфериорнија у односу на Хеклер и Кох HK-416, Хеклер и Кох XM-8 и ФН SCAR. Из десет пушака сваког модела је испаљено по 6.000 метака, при чему је М-4 имала 882 застоја, од којих 19 тежих, који су захтевали интервенцију пушкара. ФН SCAR је имала 226 лакших застоја, HK-416 223 лакших, а XM-8 116 лакших и 11 тежих застоја.
Са масом од 2.880 грама, М-4 је 80 грама тежа у односу на изворни модел М-16 пуне дужине. Дејствује јединачно или кратким рафалима од три метка. Значајне измене у односу на М16а2 су дужина цеви смањена на 368 mm и целог оружја на 838 mm, кундак са телескопским извлачењем и шина система „пикантини“ на поклопцу сандука, која омогућава монтажу великог броја оптичких уређаја. Као и код претходних модела, постоји могућност монтаже потцевног бацача граната М-203. На поткундак је могуће монтирати рукохват или ножице ради боље контроле оружја.
У Русији је развијено више нових модела карабина, као што су АК-107, АК-108, АК-9, Никонов АН-94, Гроза ОЦ-14 / ОТс-14, А91 и читав низ других, али они у мањој или већој мери представљају модификације изворног АК-47. Једноставно, и после више од 60 година АК-47 је толико ефикасан и једноставан за употребу и израду, да га је тешко превазићи.
Поред познатих великих произвођача, од којих поједини доминирају светским тржиштем већ скоро читав век, као што су „Хеклер и Кох“, „ФН“, „Мадсен“ и „Берета“, последњих деценија су се појавиле савремене и квалитетне конструкције из земаља које су донедавно биле увозници, а не произвођачи. Ту спадају Иран, Израел, Мексико, Индија, Индонезија, Аустралија и Јужна Африка.
Пратећи опште трендове и фабрика Застава Оружје је према спецификацијама Војске Србије модернизовала своју породицу пешадијског наоружања, засновану на систему Калашњикова и увела у производњу модел М-21. Оружје је конструисано око метка 5,56 × 45 NATO. Производи се у три верзије: "М-21", „М-21С“ и „М-21 аутомат“. М-21 је јуришна пушка пуне дужине од 1000 mm, док су остале две верзије карабини дужине 915, односно 815 mm. (Све дужине су са расклопљеним кундаком).
Застава М-21 има уграђену шину система „Пикантини“, која омогућава постављање различитих оптичко-електронских уређаја који одговарају НАТО стандарду. Дејствује јединачно или рафално, а према жељи наручиоца „Застава“ производи и верзије које дејствују кратким рафалима од по три метка. Постоји могућност монтаже потцевног бацача граната БГП-40 калибра 40 mm, који је развијен по узору на руски „Кастјор“, БГ-15 и БГ-30 и омогућава директно гађање циља под малим углом. Поред кочнице и регулатора паљбе са десне стране оружја, типичне за Калашњиков, пушка је опремљена још једним са леве стране, изнад пиштољског рукохвата. Команде са леве и десне стране су синхронизоване. Кундак и поткундак, који су на ранијим верзијама израђивани од дрвета, замењени су деловима од полимера високе отпорности. Оквири са 30 метака одговарају НАТО стандарду STANAG и израђују се у две верзије: од метала и од полимера.

### Пиштољски карабини
Једна од неуобичајених класа су карабини који испаљују пиштољску муницију. Ова врста оружја се појавила непосредно након масовног увођења сједињеног метка на црни барут са ивичним паљењем. Развијена ја као подршка популарних револвера тог времена и испаљивала је исту муницију, али је омогућавала већу почетну брзину зрна, домет и прецизност од револвера. Овакве карабине су носили каубоји, истраживачи, представници закона и остали становници Дивљег запада. Класичну комбинацију су представљали „Винчестерова“ репетирка и „Колтов“ револвер калибра .44-40 или .38-40. Почетком XX века, овај тренд је настављен са модернијим и снажнијим револверским мецима на малодимни барут, карабинима „Винчерстер 1894“ и „Марлин 1894“ у калибрима .38 специјал/.357 Магнум и .44 специјал/.44 магнум, да би временом постепено замро.
Концепт је поново оживљен у Другом светском рату, када је за потребе британских јединица за специјалне операције СОЕ направљен карабин Де Лајл енгл. DeLisle carbine. Конструктор, Вилијам де Лајл енгл. William DeLisle, је направио интегрално пригушени карабин користећи делове више постојећих оружја. Као основа је узета пушка Ли Енфлид модел III са затварачем прилагођеним калибру .45 ACP. Сандук је измењен, тако да прима стандардни оквир „Колта“ М1911. У Де Лајл је уграђивана модификована цев са лежиштем метка аутомата „Томпсон М1A1“. Показао се као изузетно тихо и поуздано оружје и са успехом је кориштен у Другом светском рату и Малајској кризи. Де Лајлов карабин је са само 167 произведених примерака једно од најређих оружја из Другог светског рата. Развијен је и прототип у верзији са преклопним кундаком, преузетим са аутомата „Стерлинг“ и пиштољским рукохватом, али никада није ушао у производњу.
Последњих деценија, ова врста карабина доживљава своју ренесансу. Међу значајније моделе који се више не производе спадају „Ругеров Полицијски карабин“ енгл. Ruger Police Carbine, који је користио оквире „Ругерових“ пиштоља одговарајућег калибра, као и „Марлин кемп карабином“ енгл. Marlin Camp Carbine калибра .45ACP, који се пунио оквирима „Колта“ 1911. 
Карабин „Берета “ користи исте оквире као и многи „Бертини“ пиштољи и развијен је као комплементаран са пиштољем „Берета Px4 Storm“. Карабин „Хај Поинт“ енгл. Hi-Point 995 Carbine представља јефтинију варијанту од осталих пиштољских карабина и користи оквире пиштоља „Хај Поинт Ц-9“ и „Хај Поинт Ц-9 Комп“. Сличан је случај и са карабином „Кел-Теком СУБ 2000енгл. Kel-Tec SUB-2000, који прима пиштољске оквире за „Глок“, „Берету“, и „Смит и Весон“ у калибрима 9 x 19 mm Парабелум или .40S&W. Како се у скорије време на тржишту појавио читав низ модела, то би могло да представља индицију да постоји растућа потражња за овим типом карабина.
Основне предности пиштољског карабина су повећана прецизност у односу на пиштољ, услед дуже цеви и бољег ослањања помоћу кундака, релативно мали трзај, мали бљесак, већа почетна брзина и енергија зрна коју даје дужа цев, што опет доводи до веће кинетичке енергије зрна. У већини случајева је ту и већа могућност уградње оптике и ласерских обележивача. Са друге стране, зрно мање брзине и пробојности у односу на пушчано, представља мању опасност за цивиле у урбаним окружењима, посебно у полицијским акцијама. Зато је пиштољски карабин све омиљеније оружје полиција широм света.

### Остали карабини
Данас се у САД на комерцијалном тржишту „карабинима“ називају и оружја на пиштољску муницију, која се пуне оквиром великог капацитета, продужене цеви, изведена из аутомата и која дејствују само јединачно. На овај начин произвођачи оружја избегавају законску класификацију „оружја за напад“ енгл. assault weapon, чија продаја и поседовање потпада под Савезни акт о оружју енгл. National Firearms Act и Акт о контроли ватреног оружја енгл. Gun Control Act. За многе власнике који би волели легално да поседују аутомат, ово представља прихватљив компромис. Иако су у функционалном смислу идентични пиштољским карабинима, ово су у ствари прерађени аутомати. Примери за ово су Бушмастер Карбон 15, калибра 9 mm енгл. Bushmaster Carbon 15, FN PS90 и „Хеклер и Кох“ HK94.
У појединим историјским изворима се може наћи и назив „машински карабин“. Ово је у појединим периодима било званично име за поједине аутомате, као што су, рецимо, британски „Стен“ и аустралијски „Овен“.